# Leo von Vercelli
Leo von Vercelli (* unbekannt; † 1026) war ab 998 Bischof der oberitalienischen Stadt Vercelli. 
Über Herkunft und Ausbildung liegen keine Informationen vor. Als wichtiger Berater des Kaisers Otto III. wirkte er nicht nur an der Gestaltung von dessen Herrschaftskonzeption (Renovatio Imperii Romanorum) mit, sondern setzte die kaiserlichen Ansprüche gegenüber dem Gegenpapst Johannes Philagathos und in seiner eigenen Diözese mit aller Macht durch. Im Jahre 1002 überreichte er nach dem Tode Ottos III. dessen Nachfolger Heinrich II ein umfangreiches Trauergedicht für dessen Vorgänger. Leo musste seine Stellung in der eigenen Diözese gegen Übergriffe des Markgrafen und späteren italienischen Königs Arduin von Ivrea mit Waffengewalt verteidigen. Allerdings konnte Kaiser Heinrich II ihm kaum nennenswerte Truppenunterstützung gewähren.